# Rosa Borrás
Rosa Borrás Canadell, conocida como Rosa Borrás (Ciudad de México, febrero de 1963), es una artista plástica y artivista  reconocida por su obra autorreferencial y de temática femenina. Aunque ha desarrollado su carrera en distintos medios como el dibujo, la acuarela, el grabado, la pintura y el performance, uno de los medios que más ha usado desde la segunda década del siglo XXI es el bordado, el cual usa también para denunciar la violencia en México, esto como parte del colectivo Bordados por la paz en Puebla el cual fundó en 2012.

## Estudios
Estudió Diseño Gráfico en la Escuela de Diseño del Instituto Nacional de Bellas Artes, EDINBA (1981-1986) con los maestros Germán Montalvo, Arnulfo Aquino y Emilio Watanabe entre otros. Posteriormente estudió Artes Plásticas en el Massachusetts College of Art (1989-1994). 
En 2008 finalizó un diplomado en Gestión Cultural en la Universidad Iberoamericana de Puebla (2008) y en 2017 obtuvo su título de la licenciatura en Diseño y Comunicación Gráfica del Universitario Bauhaus, también en Puebla.
Desde la década de 1980 asiste a talleres y cursos de actualización de grabado como el de Leticia Ocharán.

El arte puede ser tan individual y privado que no necesariamente sea compartido.
Fragmento de la entrevista realizada a Rosa Borrás por Joaquín Ríos "Kino" 

## Trayectoria
Miembro del Museo de Mujeres Artistas Mexicanas (MUMA), hasta principios de la década de 2020, Borrás contaba con más de 20 exposiciones individuales y más de 50 colectivas dentro y fuera de México. 
Además de dedicarse a la producción artística, a partir de la década de 2010 participa en la gestión y promoción de proyectos independientes y autogestivos, como Estudios Abiertos Puebla Cholula.

En 2004, Rosa Borras se enteró de que padecía cáncer de mama, por lo que su trabajo se centró en el cuerpo. Se replanteó su vida y los mensajes que daba a partir de su trabajo artístico.
“A partir de mi experiencia con el cáncer de mama, mi trabajo cambió porque me conecté con mi cuerpo. Los trabajos que realizo a partir de la cirugía son más coloridos, orgánicos y femeninos.” 
A partir de este proceso personal que la llevó a permanecer un año lejos del trabajo artístico, a su regreso en el 2007 participó en el XI Salón Independiente de Arte Erótico, dónde pudo expresar el erotismo de su obra “volviéndose un asunto natural e impostergable [...]. En cuanto me lo permití, el erotismo se volvió en un asunto cotidiano, y la relación quedó abierta”.
En el 2011 Borrás conoce a la artista Mónica Castillo quien es parte del colectivo Fuentes Rojas quien la invita a bordar; elaboró entonces varios pañuelos hasta que decidió llevar el proyecto a Puebla, donde se reúnen los domingos en la Plaza de la Democracia desde el 19 de agosto de 2012.

Bordados por la paz en Puebla es un proyecto que tiene como finalidad bordar en pañuelos la historia de mujeres asesinadas víctimas de feminicidios, para visibilizar y vigilar el trabajo de las autoridades. Borrás considera que este bordado es un homenaje a las ausentes y  una manera de expresar la rabia contra la situación de violencia actual. Considera además que es indispensable darle nombre y apellido a las víctimas, por ello bordar es una forma de protesta y denuncia pacífica. 
“Bordar me permite expresar esta rabia y este enojo que siento por la situación de violencia actual. Es una especie de manifestación pacífica y es una ofrenda que yo hago a todos estos muertos y muertas. Es dejar testimonio”. 
Con Bordados por la Paz, Borrás y las artistas activistas invitaban a cualquier persona a bordar para mostrar su solidaridad con las familias de las víctimas de violencia en el país.
Uno de sus proyectos a partir de los bordados es “Querido Diario”, un compilado de las historias de los feminicidios en México, que expuso en la Unidad de Servicios Bibliotecarios y de Información de Xalapa (USBI) en 2015 como parte del foro Diálogos por la paz que organiza la Universidad Veracruzana. 
En el 2011 Borrás se integró al Museo de Mujeres Artistas Mexicanas (MUMA) por invitación de Lucero Gónzalez, con tres trabajos: Canto a la vida, Colecciones y El guiño de un ojo sin párpado.
Fue curadora y coordinadora del portal de arte feminista Provocarte (2014-2015). Ha publicado obra gráfica en las revistas de la UNAM, Crítica BUAP, Elementos BUAP, y Gaceta U.V. 
En 2006 se encuentra con El breve trío compuesto por músicos dedicados a la improvisación musical libre. Se integra al grupo y conforman el Ensamble Improvicio. En 2007 obtienen la beca del Fondo Estatal para la Cultura y las Artes del Estado de Puebla (FOESCAP) en apoyo a la producción artística.
En 2007 participa como organizadora y expositora en Arterótico Arte Contemporáneo. Participa también en la serie de veladas literarias El placer de la lengua con el periodista Óscar López Hernández y los escritores Alberto Ruy Sánchez, Mónica Lavín y Coral Bracho, y el fotógrafo Alejandro Zenker. A partir de esta experiencia, es invitada en febrero de 2008 a participar en la presentación de la novela La mano del fuego, de Alberto Ruy Sánchez, en Estación Indianilla, en la que realiza una pieza efímera con pétalos de rosa.

Desde hace diez años ha utilizado la fotografía como parte de su quehacer cotidiano, en forma de “apuntes visuales”, registro de instantes e imágenes que se le aparecen sin buscarlas y de las que se enamora.
“Yo creo que la idea de lo que es el arte va cambiando a lo largo del tiempo a medida que uno crece y 'madura'. No sé cuántas veces ha cambiado para mí, pero no han sido nociones radicalmente diferentes. El arte es una expresión humana, antes que nada, y muy personal. Ha tenido siempre una función social y hasta política, pero para mí es simplemente una necesidad personal de hacer y compartir (a veces) lo que hago, más allá del mercado o de las modas.”

## Obra

### Temática
Rosa Borrás es una artista que combina la acuarela, la pintura, el performance, la fotografía, el grabado, el dibujo y el bordado para crear representaciones del cuerpo, de lo femenino, pero también el autorretrato.Los últimos 15 años el trabajo de Borrás presenta una temática constante, aunque por etapas manifiesta el gusto por ciertos temas, es una fusión de técnicas y responde a lo que necesita hacer en el momento.
“Uno de mis temas principales ha sido el autorretrato, tema que he abordado de diferentes maneras: algunas veces desde un punto de vista muy conceptual y abstracto, otras más figurativo; siempre de una manera simbólica. El cuerpo femenino, en específico mi cuerpo, me interesa como motivo de exploración y de definición de identidad. Mi cuerpo, con todas sus imperfecciones, es único: mis cicatrices, lunares, arrugas, etc. me definen como un individuo con determinadas experiencias de vida, inmerso en un ambiente, en un tiempo y en unas circunstancias específicas y siempre cambiantes.” 
Su temática va de una realidad intima a una mirada femenina contrapuesta por la mirada masculina, varios de sus trabajos fotográficos con frutas y verduras invitan a que el expositor reflexione entre el parecer y el ser a partir de lo genital-erótico, así mismo es una invitación a la corporalidad posmoderna, invitando a lo individual y a la imagen como “evocación ideas de ofrenda, disposición genital femenina, erotismo como conjugación de la frescura y espontaneidad de lo natural con la interioridad seductiva de lo femenino.” 
“La obra de Rosa Borrás admite ser contemplada por horas y horas sin que me pueda cansar. Está hecha de una sencillez sensual que acoge a la mirada con una sonrisa amable y cómplice a la vez. No sé cuánto he pasado frente a sus dibujos, fotografías y acuarelas sin sentir que el tiempo se me va. Admirándolas tan sólo, de la misma manera con la que se mira al mar. Ejercen sobre mí y sobre muchos otros una suerte de hipnósis, de atención prisionera, de fijación callada. Y además, de enigma. Cuando ya cerramos los ojos quedan pegadas por dentro a los párpados, me siguen visitando, cuestionando y dejándose admirar. Me habitan de una manera tenaz.” 

### Exposiciones individuales
Borrás ha realizado diferentes exposiciones individuales, algunas de ellas:
- 2015 Mi casa compartida, Librería Etcétera, Puebla, México
- 2015 Documentos de identidad, Galería de la Alianza Francesa de Puebla, Puebla. México
- 2015 Bordados por la paz, USBI en el foro Diálogos por la Paz, Xalapa, México
- 2009 MOVING, Galería ACD, Puebla, México
- 2009 me, myself & i, Espacio rosa, Puebla, México
- 2009 exposición sin título, Centro Cultural Creciente, Puebla, México
- 2008 Re-haciendo: acto estético de rebeldía, Centro Cultural Creciente, Puebla, México
- 2007 Húmedo instante, Seminario de Cultura Mexicana, Ciudad de México, México.
- 2006 Artecnología, ITESM, Puebla, México.
- 2006 Obra gráfica reciente, Taller de Arte La Perrera. Cholula, México.
- 2005 El Jardín de Beamón, Vestíbulo de la Sala chica del Teatro del Estado, Xalapa, México.
- 2002 Provisional todo, Jardín de las Esculturas del Instituto Veracruzano de Cultura, Xalapa, México
- 2001 Secuencias y consecuencias, Centro Cultural Isadora, Xalapa, México
- 1994 Obra reciente-New work, Massachusetts College of Art. Boston, EUA.
- 1992 Recent work ,Trident Booksellers and Café. Boston, EUA.

### Exposiciones colectivas
Rosa Borrás cuenta con más de 35 exposiciones colectivas, algunas de ellas:
- 2019 Duodécima bienal Puebla de los Ángeles. "Ética del cuidado: Diversidad y cultura de la paz"[32]
- 2017 Art and Activism, Centre for Applied Human Rights, Universidad de York, Reino Unido[33]
- 2015 Exposición colectiva en el Festival Eros Puebla, Puebla. México
- 2015 Interrogantes, exposición colectiva organizada por la Alianza Francesa de Puebla
- 2013 Arte contra el cáncer,  2014 Ciudad en construcción, exposición colectiva en el Museo Taller Erasto Cortés, Puebla, México
- 2012 Las coleccionistas, Galerías de Casa del Caballero Águila, SAn Andrés Cholula, México
- 2010 MMX: artistas mexicanas en el 2010, Xalapa, México

## Espacio rosa
En 2013, Rosa Borrás abre Espacio rosa que se ubicaba en el Centro Histórico de Puebla, ciudad en la que se instala en 2005.
“Invito a la gente, cualquiera que sea su bagaje, a entrar en mi espacio, a conocerme un poco a mí a través de este trabajo.” 
“Uno de los problemas de nuestra sociedad actual es que siempre andamos buscándole utilidad a todo: si algo no tiene una utilidad o aplicación clara y práctica no sirve. Eso lo vemos por ejemplo en la ciencia: el desarrollo científico puro no ha sido tan apoyado en las últimas décadas; es más bien la ciencia aplicada y la tecnología lo que prevalece. Y bajo esa visión, el arte sale sobrando porque más allá de los aportes económicos que pueda producir en el “art World” para los coleccionistas, para lo que sirve es 2 para hacernos más humanos, más sensibles, más conscientes, más considerados…puras conceptos anticuados (y peligrosos) para este mundo neoliberal.”